# Comuna Borșcivka, Teofipol
Borșcivka (în ucraineană Борщівка) este o comună în raionul Teofipol, regiunea Hmelnîțkîi, Ucraina, formată din satele Borșcivka (reședința) și Vasîlivka.

## Demografie
Componența lingvistică a comunei Borșcivka
     Ucraineană (100%)
Conform recensământului din 2001, toată populația comunei Borșcivka era vorbitoare de ucraineană (100%).